# Atherinella serrivomer
Atherinella serrivomer is een  straalvinnige vissensoort uit de familie van koornaarvissen (Atherinopsidae). De wetenschappelijke naam van de soort is voor het eerst geldig gepubliceerd in 1986 door Chernoff.
De soort staat op de Rode Lijst van de IUCN als niet bedreigd, beoordelingsjaar 2009.